# Ченнінг Тейтум
Че́ннінг Ме́тью Те́йтум (англ. Channing Matthew Tatum, МФА (амер.) [ˈteɪtəm]; нар. 26 квітня 1980, Каллмен, Алабама, США) — американський актор, продюсер та модель, відомий виконанням ролі Тайлера Гейджа у молодіжних фільмах «Крок уперед» і «Крок уперед 2».

## Життєпис
Народився 26 квітня 1980 року у маленькому містечку Каллмен, штат Алабама, у родині будівельника Гленна Татума та робітниці авіакомпанії Кей Татум (уроджена Фауст). Має здебільшого англійське коріння. Ченнінг — старший з восьми дітей. Родина Тейтумів переїхала з Алабами до Міссісіпі, коли майбутньому актору було 6 років. Він розповідав, що в дитинстві мав справу з синдромом порушення активності та уваги і дислексією, що вплинуло на навчання в школі. Займався кількома видами спорту — американським футболом, легкою атлетикою, бейсболом і бойовими мистецтвами, зокрема кунг-фу.
В 9 класі він вступив до приватної школи Tampa Catholic High School. Тейтум так говорить про чутки, що пов'язані з його дитинством: «Я не навчався у військовій школі — поставили мене перед вибором: військова академія або приватна школа». Саме в Tampa Catholic Ченнінг вирішив заробити футбольну стипендію для вступу в коледж — і у випускному класі йому це вдалося: Ченнінг вступає до Glenville State College — університету Західної Вірджинії, однак швидко втрачає інтерес та кидає навчання.
Us Weekly повідомляв, що приблизно в цей час він почав працювати стриптизером у місцевому нічному клубі під псевдонімом "Чан Кроуфорд".
У 2010 році він розповів австралійській газеті, що хоче зняти фільм про свій досвід роботи стриптизером. Ця ідея призвела до створення фільму «Супер Майк».

## Кар'єра моделі
Після прослуховування в Орландо Тейтум вперше знімається в ролі танцюриста в кліпі Рікі Мартіна на пісню «She Bangs», заробивши за це $400. А свій перший досвід в світі індустрії моди він отримав, працюючи на таких відомих клієнтів як Armani і Abercrombie & Fitch. Перший показ мод для чоловічого журналу Men's Health з його участю пройшов у 2000 році в Level Nightclub в в Маямі. Незабаром він спробував себе в зніманні рекламних роликів для Mountain Dew і Pepsi (2002). Після цього підписав контракт з модельним агентством Page 305 (Page Parkes Modeling Agency) в Маямі, змінив імідж, коротко підстригшись, і його фотографії стали з'являтися в журналі Vogue, на обкладинках Citizen K, Contents, Out Magazine і Elegance Magazine. Брав участь у кампаніях Abercrombie & Fitch, Nautica, Dolce&Gabbana, American Eagle Outfitters і Emporio Armani. Також мав контракти з Beatrice Model Agency в Мілані і Ford Models у Нью-Йорку.
У жовтні 2001 року потрапив до списку «50 найкрасивіших облич» журналу Tear Sheet.[джерело?]

## Кар'єра у кіно

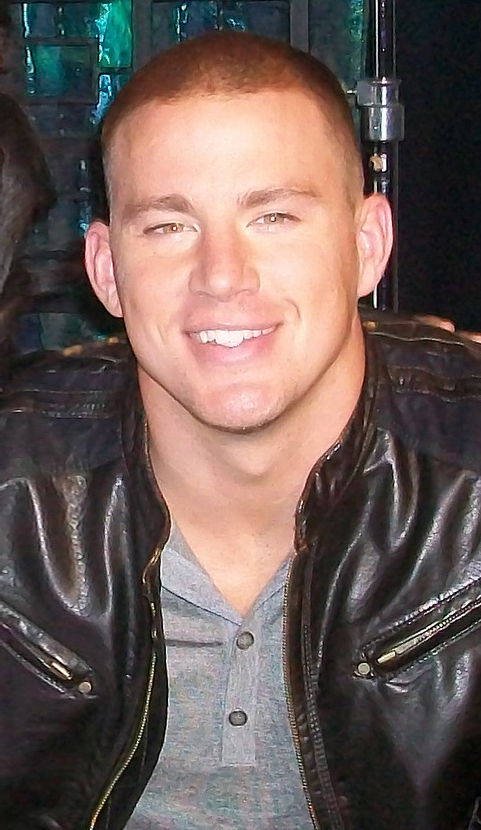
Тейтум у 2009 році

Акторська кар'єра Тейтума починається з епізодичної ролі в серіалі «C.S.I.: Місце злочину Маямі» в 2004 році. 2005 року зіграв невеликі ролі у кримінальному трилері «Крейзі» та у спортивній драмі «Тренер Картер» із Семюелем Л. Джексоном (також з'являється у кліпі репера Twista на пісню «Hope», яка була саундтреком до фільму).
Згодом Тейтум вирішує на деякий час залишити модельний бізнес і зайнятися кіно. Ченнінг проходив прослуховування на роль Ґамбіта у фільмі «Люди Ікс: Остання битва», але з часом героя прибрали зі сценарію. Саме тоді актора помітила продюсер блокбастера Лорен Шулер Доннер та запропонувала йому головну чоловічу роль в молодіжній комедії «Вона — чоловік» — вільній екранізації п'єси Шекспіра «Дванадцята ніч», прем'єра якої відбулася 17 березня 2006 року.
Того ж року Тейтум отримує головну чоловічу роль хіп-хоп-танцюриста в молодіжній музичній мелодрамі «Крок уперед». Фільм мав великий касовий успіх. Згодом зіграв роль вуличного хлопця Антоніо в ностальгічній драмі «Як впізнати своїх святих». Також знявся в військовій драмі «Війна з примусу» 2008 року, про солдата, що повернувся з війни в Іраку.

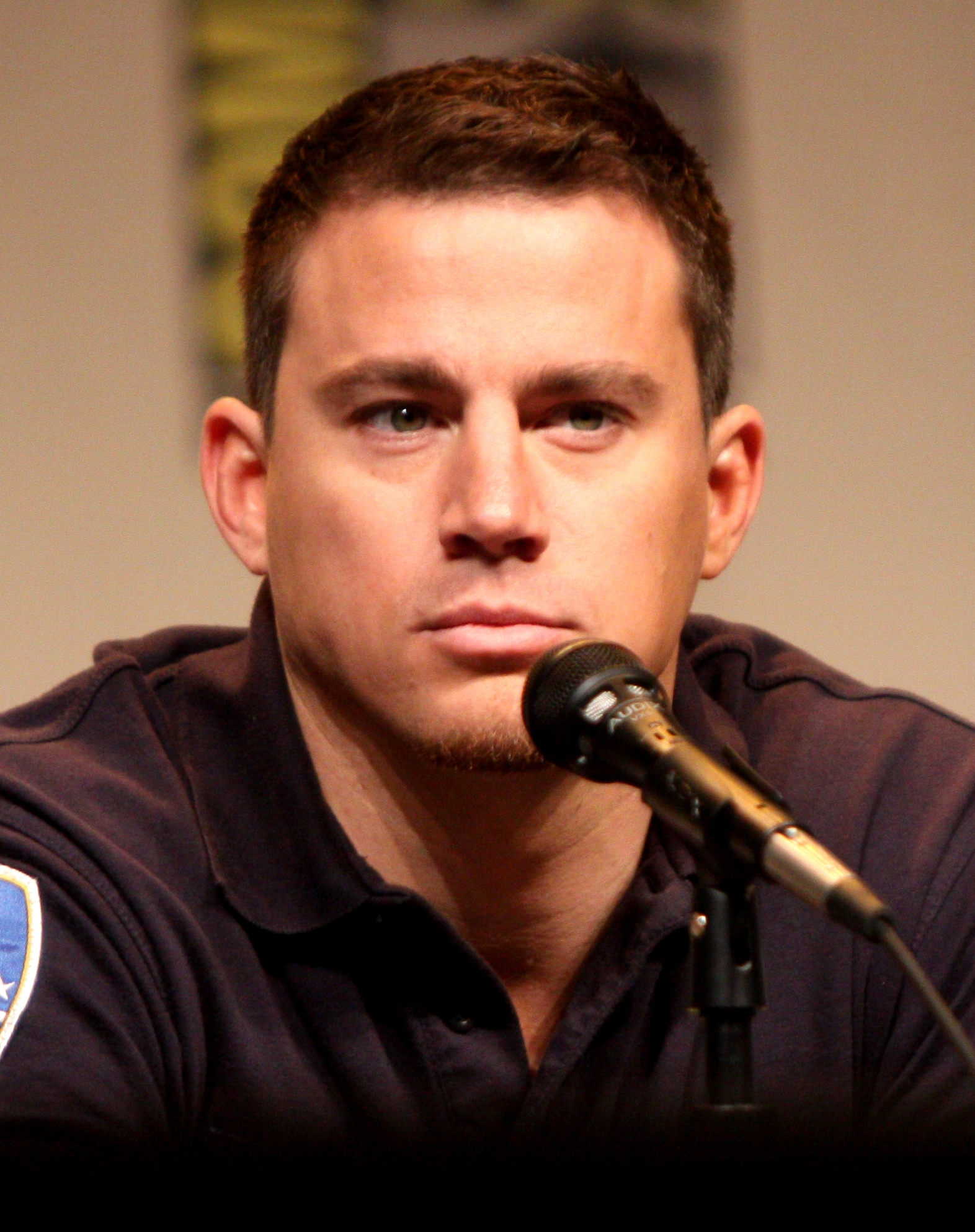
Ченнінг Тейтум на фестивалі «Трайбека», 2010

2009 року Тейтум знявся в ролі Дюка у фантастичному бойовику «Джі Ай Джо: Атака Кобри» студії Paramount Pictures за мотивами популярних іграшок Hasbro. Спочатку він неохоче погоджувався на цю роль, оскільки боявся, що фільм буде прославляти війну, але подолав своє небажання після прочитання сценарію.
2010 року вийшов фільм «Любий Джон», заснований на однойменному бестслері Ніколаса Спаркса, з Тейтумом та Амандою Сайфред у головних ролях, та короткометражний фільм «Одинадцяте побачення Моргана і Дестині: Зоопарк Цеппеліна», в якій зіграли Джозеф Гордон-Левітт та Тейтум. Наступного року вийшло 5 фільмів з його участю: «Дилема», «Небезпечний квартал», «Орел Дев'ятого легіону», «Нокаут» та «10 років потому». У фільмі «10 років потому» Тейтум також виступив продюсером.
У 2012 році з Тейтумом вийшли: мелодрама «Клятва» з Рейчел Мак-Адамс, комедія «Мачо і ботан» з Джона Гіллом та комедія «Супер Майк». «Супер Майк» заснований на його восьмимісячному досвіді роботи стриптизером у Флориді. Режисером фільму виступив Стівен Содерберг, продюсерами — Содерберг та Тейтум.
2013 року вийшов бойовик «Штурм Білого дому» з Ченнінгом та Джеймі Фоксом в головних ролях. Також він відтворив роль Дюка у фільмі «G.I. Joe: Атака Кобри 2», в ансамблі з Дуейном Джонсоном і Брюсом Віллісом. Пізніше Тейтум казав, що не хотів зніматися в сиквелі і був радий, що його персонажа вбили.
Тейтум повторив свою роль у фільмі «Мачо і ботан 2», продовженні першої частини, яке вийшло на екрани 13 червня 2014 року. Також він знявся разом з Стівом Кареллом у фільмі «Мисливець на лисиць», що розповідає про Джона Дюпона, який страждав на параноїдну шизофренію і вбив олімпійського борця Дейва Шульца. Того ж року він постав у новому амлуа: актор озвучування. Тейтум озвучив Супермена та Хоакіна Мондрагона у «Lego Фільмі» та «Книзі життя» відповідно.
У 2015 році зіграв у продовженні «Супер Майку» — «Супер Майк XXL» (також спродюсував фільм), а також у «Піднесенні Юпітеру» Вачовскі та «Мерзенній вісімці» Тарантіно.
У 2016 році планувався вихід фільму про Гамбіта з коміксів про Людей Ікс з Тейтумом у головні ролі. Виробництво почалося у травні 2014, коли Тейтум підписав контракт; у жовтні того ж року продюсери фільму (Лорен Шулер Доннер, Саймон Кінберг і сам Тейтум) обговорювали сюжет і шукали сценариста, і наприкінці місяця на цю роль найняли Джоша Зетумера. Протягом кількох місяців Тейтум звертався до Беннета Міллера, Даррена Аронофскі, Гарета Еванса та Джей Сі Чандора з проханням зняти фільм, але всі вони відмовили. У різний період часу режисерами фільму значилися: Руперт Ваятт (2015), Даг Лайман (2015-16), Гор Вербінскі (2017-18). Фільм було скасовано у травні 2019 року після купівлі Діснеєм компанії 21st Century Fox.
У 2017 році Тейтум зіграв головну роль у кримінальній комедії «Удача Лохана» та другорядну у «Кінгсмані: Золоте кільце». Також він виступив виконавчим продюсером пародійного телесеріалу «Товариш детектив», спільного виробництва Amazon Studios та A24. Серіал знятий у Румунії з румунськими акторами у стилі пропагантистських комуністичних телесеріалів на кшталт чехословацького «Тридцять випадків майора Земана» (чеськ. Třicet případů majora Zemana) та дублюваний англійською мовою голлівудськими акторами. Тейтум озвучив головного персонажа Грегора.
В наступні чотири роки вийшли 3 анімаційних фільми, в озвучуванні яких Ченнінг Тейтум взяв учать: «Смолфут» (2018), «Lego Фільм 2» (2019) та «Америка: Кінофільм» (2021).
У 2022 році зіграв головну роль у фільмі «Загублене місто» та з'явився з коротеньким камео у «Швидкісному поїзді». Також відбувся його режисерський дебют: він зняв та зіграв головну роль у фільмі «Дог».
2023 року Тейтум повернувся до ролі Майка Лейна у фільмі «Супер Майк: Останній танець» зі Стівеном Содербергом в якості режисера.
Тейтум з'явився в ролі Ґамбіта у фільмі кіновсесвіту Marvel «Дедпул і Росомаха» (2024). Крім того він повторить цю роль у стрічці «Месники: Судний день» (2026).

## Особисте життя

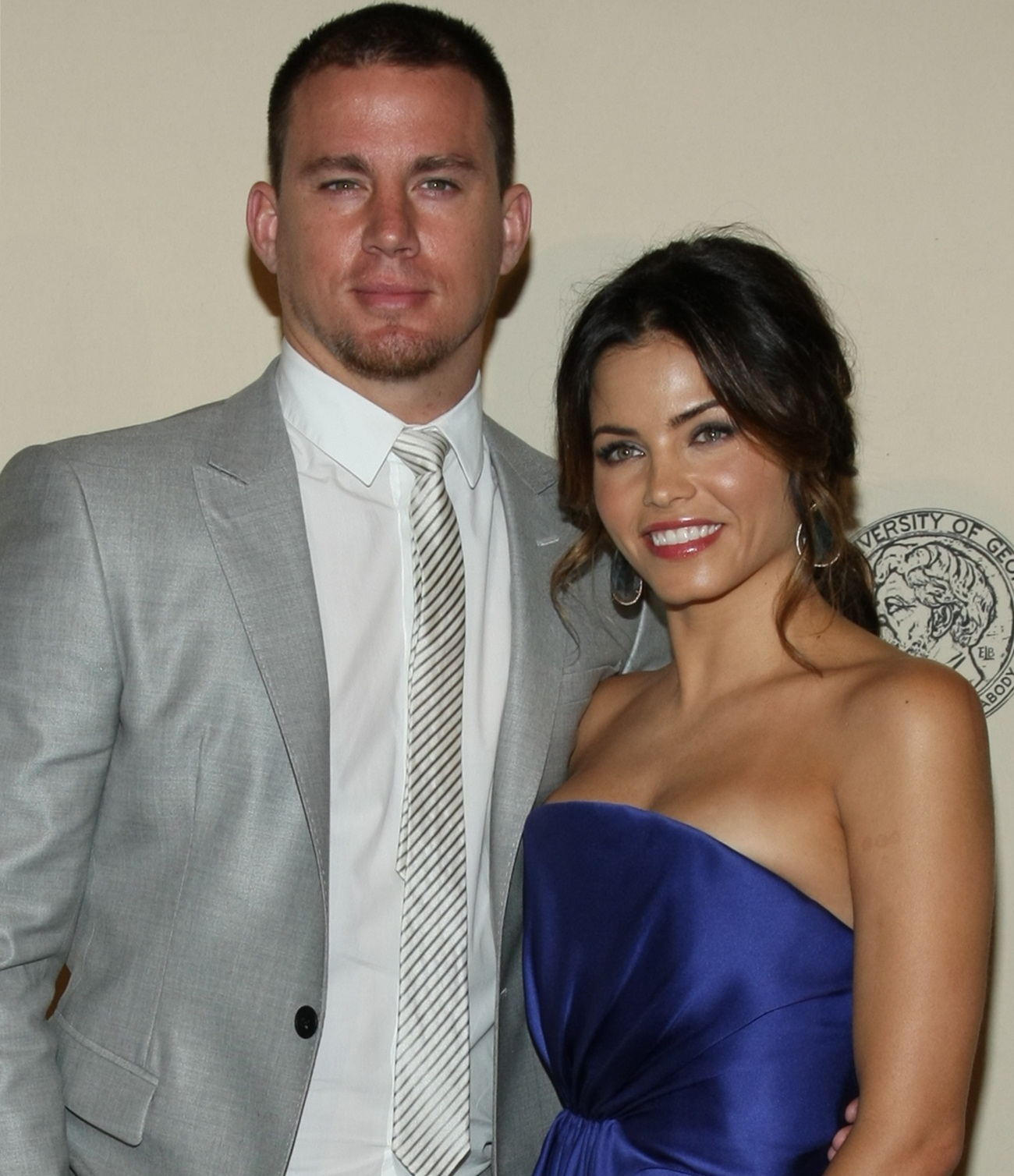
Тейтум та тодішня дружина Дженна Деван на церемонії вручення премії Peabody Awards 2012 року

У 2006 році Тейтум зустрічався з актрисою Дженною Деван на знімальному майданчику їхнього фільму «Крок уперед», вони одружилися 11 липня 2009 року в Малібу. У них є одна донька, яка народилася у 2013 році. 2 квітня 2018 року пара оголосила про завершення стосунків. Через шість місяців Деван подала на розлучення з Тейтумом. Розлучення було остаточно оформлено у листопаді 2019 року. В інтерв'ю журналу Vanity Fair у 2023 році Тейтум поставив під сумнів, чи одружиться він коли-небудь знову, хоча й сказав, що його розлучення спонукало його до самовдосконалення, зокрема до міцних стосунків.
Тейтум зустрічався з англійською співачкою Джессі Джей з 2018 по 2020 рік. У 2021 році Тейтум почав зустрічатися із Зої Кравіц, а до 2023 року пара була заручена. Заручини були скасовані у жовтні 2024 року.
У квітні 2025 року було підтверджено, що Татум перебуває у стосунках з моделлю Інкою Вільямс.

## Фільмографія

### Актор
| Рік  |    | Українська назва                       | Оригінальна назва                      | Роль                                                     |
| ---- | -- | -------------------------------------- | -------------------------------------- | -------------------------------------------------------- |
| 2004 | с  | C.S.I.: Місце злочину Маямі            | CSI: Miami                             | Боб Девенпорт (Епізод: "Pro Per")                        |
| 2005 | ф  | Тренер Картер                          | Coach Carter                           | Джейсон Лайл                                             |
| 2005 | ф  | Війна світів                           | War of the Worlds                      | хлопець у церкві                                         |
| 2005 | ф  | Крейзі                                 | Havoc                                  | Нік                                                      |
| 2005 | ф  | Суперкрос                              | Supercross                             | Ровді Спаркс                                             |
| 2006 | ф  | Як впізнати своїх святих               | A Guide to Recognizing Your Saints     | молодий Антоніо                                          |
| 2006 | ф  | Вона — чоловік                         | She's the Man                          | Герцог                                                   |
| 2006 | ф  | Крок уперед                            | Step Up                                | Тайлер Гейдж                                             |
| 2007 | ф  | Битва у Сіетлі                         | Battle in Seattle                      | Джонсон                                                  |
| 2007 | кф |                                        | The Trap                               | Грег                                                     |
| 2008 | ф  | Крок уперед 2: Вулиці                  | Step Up 2: The Streets                 | Тайлер                                                   |
| 2008 | ф  | Війна з примусу                        | Stop-Loss                              | Стів Шрайвер                                             |
| 2009 | ф  | Бій без правил                         | Fighting                               | Шон МакАртур                                             |
| 2009 | ф  | Джонні Д.                              | Public Enemies                         | Чарльз «Красунчик» Флойд                                 |
| 2009 | ф  | G.I. Joe: Атака Кобри                  | G.I. Joe: The Rise of Cobra            | Дюк                                                      |
| 2010 | ф  | Любий Джон                             | Dear John                              | Джон Тайрі                                               |
| 2010 | кф | Одинадцяте побачення Моргана і Дестині | Morgan and Destiny's Eleventeenth Date | Лайонель                                                 |
| 2011 | ф  | Дилема                                 | The Dilemma                            | Зіп                                                      |
| 2011 | ф  | Небезпечний квартал                    | The Son of No One                      | Джонатан «Мілк» Вайт                                     |
| 2011 | ф  | Орел Дев'ятого легіону                 | The Eagle                              | Маркус Флавіус Акіла                                     |
| 2011 | ф  | 10 років потому                        | 10 Years                               | Джейк Біллс                                              |
| 2011 | ф  | Нокаут                                 | Haywire                                | Аарон                                                    |
| 2012 | ф  | Клятва                                 | The Vow                                | Лео                                                      |
| 2012 | ф  | Мачо і ботан                           | 21 Jump Street                         | Ґреґ Дженко                                              |
| 2012 | ф  | Супер Майк                             | Magic Mike                             | Супер Майк                                               |
| 2012 | с  | Суботнього вечора в прямому ефірі      | Saturday Night Live                    | гість (Епізод: "Channing Tatum / Bon Iver")              |
| 2013 | ф  | Пристрасті Дон Жуана                   | Don Jon                                | Коннер Верро                                             |
| 2013 | ф  | Побічна дія                            | Side Effects                           | Мартін Тейлор                                            |
| 2013 | ф  | G.I. Joe: Атака Кобри 2                | G.I. Joe: Retaliation                  | Дюк                                                      |
| 2013 | ф  | Це кінець                              | This Is the End                        | Ченнінг Тейтум                                           |
| 2013 | ф  | Штурм Білого дому                      | White House Down                       | Джон Кейл                                                |
| 2014 | мс | Сімпсони                               | The Simpsons                           | Ченнінг Тейтум (озвучення, Епізод: "Steal This Episode") |
| 2014 | мф | Лего. Фільм                            | The Lego Movie                         | Супермен (озвучення)                                     |
| 2014 | мф | Книга життя                            | The Book of Life                       | Хоакін (озвучення)                                       |
| 2014 | ф  | Мисливець на лисиць                    | Foxcatcher                             | Марк Шульц                                               |
| 2014 | ф  | Мачо і ботан 2                         | 22 Jump Street                         | Ґреґ Дженко                                              |
| 2015 | ф  | Піднесення Юпітер                      | Jupiter Ascending                      | Кейн Вайс                                                |
| 2015 | ф  | Супер Майк XXL                         | Magic Mike XXL                         | Супер Майк                                               |
| 2015 | ф  | Мерзенна вісімка                       | The Hateful Eight                      | Джоді                                                    |
| 2016 | с  | Ліпсінк Батл                           | Lip Sync Battle                        | гість (Епізод: "Channing Tatum vs. Jenna Dewan")         |
| 2016 | ф  | Аве, Цезар!                            | Hail, Caesar!                          | Берт Герні                                               |
| 2017 | с  | Товариш детектив                       | Comrade Detective                      | Грегор (6 епізодів)                                      |
| 2017 | мф | Lego Фільм: Бетмен                     | The Lego Batman Movie                  | Супермен (озвучення)                                     |
| 2017 | ф  | Удача Лохана                           | Logan Lucky                            | Джиммі Логан                                             |
| 2017 | ф  | Кінгсман: Золоте кільце                | Kingsman: The Golden Circle            | агент «Текіла»                                           |
| 2018 | мф | Смолфут                                | Smallfoot                              | Міго (озвучення)                                         |
| 2019 | мф | Lego Фільм 2                           | The Lego Movie 2                       | Супермен (озвучення)                                     |
| 2021 | ф  | Персонаж                               | Free Guy                               | Ревенджемін Баттонс                                      |
| 2021 | мф | Америка: Кінофільм                     | America: The Motion Picture            | Джордж Вашингтон (озвучення)                             |
| 2022 | ф  | Дог                                    | Dog                                    | Бріггс                                                   |
| 2022 | ф  | Загублене місто                        | The Lost City                          | Алан Капрісон / Деш Макмехон                             |
| 2022 | ф  | Швидкісний поїзд                       | Bullet Train                           | пасажир                                                  |
| 2023 | ф  | Супер Майк: Останній танець            | Magic Mike's Last Dance                | Супер Майк                                               |
| 2024 | ф  | Забери мене на місяць                  | Fly Me to the Moon                     | Коул Девіс                                               |
| 2024 | ф  | Дедпул і Росомаха                      | Deadpool & Wolverine                   | Ремі ЛеБо / Гамбіт                                       |
| 2024 | ф  | Кліпни двічі                           | Blink Twice                            | Слейтер Кінг                                             |
| 2025 | ф  | Покрівельник                           | Roofman                                | Джеффрі Манчестер                                        |
| 2026 | ф  | Месники: Судний день                   | Avengers: Doomsday                     | Ремі ЛеБо / Гамбіт                                       |

### Режисер, продюсер
| Рік  |     | Українська назва            | Оригінальна назва                | Роль                            |
| ---- | --- | --------------------------- | -------------------------------- | ------------------------------- |
| 2010 | док | Земля зі скла               | Earth Made of Glass              | виконавчий продюсер             |
| 2011 | ф   | 10 років потому             | 10 Years                         | продюсер                        |
| 2012 | ф   | Мачо і ботан                | 21 Jump Street                   | виконавчий продюсер             |
| 2012 | ф   | Супер Майк                  | Magic Mike                       | продюсер                        |
| 2013 | ф   | Штурм Білого дому           | White House Down                 | виконавчий продюсер             |
| 2014 | ф   | Мачо і ботан 2              | 22 Jump Street                   | продюсер                        |
| 2015 | ф   | Супер Майк XXL              | Magic Mike XXL                   | продюсер                        |
| 2017 | с   | Товариш детектив            | Comrade Detective                | виконавчий продюсер (3 епізоди) |
| 2017 | ф   | Удача Лохана                | Logan Lucky                      | продюсер                        |
| 2017 | док |                             | War Dog: A Soldier's Best Friend | виконавчий продюсер             |
| 2018 | ф   | 6 повітряних куль           | 6 Balloons                       | продюсер                        |
| 2019 | ф   |                             | Light Years                      | продюсер                        |
| 2021 | мф  | Америка: Кінофільм          | America: The Motion Picture      | продюсер                        |
| 2022 | ф   | Дог                         | Dog                              | режисер                         |
| 2023 | ф   | Супер Майк: Останній танець | Magic Mike's Last Dance          | продюсер                        |
| 2024 | ф   | Астронавт                   | Spaceman                         | продюсер                        |
| 2024 | ф   | Кліпни двічі                | Blink Twice                      | продюсер                        |

## Нагороди та номінації
| Нагорода                           | Рік  | Робота                   | Категорія                                                                  | Результат | Прим.                |
| ---------------------------------- | ---- | ------------------------ | -------------------------------------------------------------------------- | --------- | -------------------- |
| Міжнародний кінофестиваль у Хіхоні | 2006 | Як впізнати своїх святих | Найкращий актор                                                            | Перемога  | [ 58 ]               |
| «Готем»                            | 2006 | Як впізнати своїх святих | Проривний перформанс                                                       | Номінація | [ 59 ]               |
| «Готем»                            | 2014 | Мисливець на лисиць      | Спеціальна відзнака журі за ансамблеве виконання                           | Перемога  | [ 60 ]               |
| «Санденс»                          | 2006 | Як впізнати своїх святих | Найкращий ансамблевий виступ                                               | Перемога  | [ 61 ]               |
| Teen Choice Awards                 | 2006 | Вона — чоловік           | Чоловічий прорив року                                                      | Перемога  | [ 62 ]               |
| Teen Choice Awards                 | 2007 | Крок уперед              | Movie: Драматичний актор                                                   | Номінація | [ 63 ]               |
| Teen Choice Awards                 | 2007 | Крок уперед              | Movie: Танець                                                              | Перемога  | [ 63 ]               |
| Teen Choice Awards                 | 2008 | Війна з примусу          | Movie: Драматичний актор                                                   | Перемога  | [ 64 ]               |
| Teen Choice Awards                 | 2008 | Н/Д                      | Choice MySpacer                                                            | Номінація | [ 64 ]               |
| Teen Choice Awards                 | 2009 | Бій без правил           | Movie: Драматичний актор                                                   | Номінація | [ 65 ]               |
| Teen Choice Awards                 | 2010 | Любий Джон               | Movie: Драматичний актор                                                   | Номінація | [ 66 ] [ 67 ]        |
| Teen Choice Awards                 | 2010 | Любий Джон               | Movie: Хімія між персонажами (спільно з Амандою Сайфред)                   | Номінація | [ 66 ] [ 67 ]        |
| Teen Choice Awards                 | 2010 | Джі Ай Джо: Атака Кобри  | Movie: Екшен актор                                                         | Перемога  | [ 66 ] [ 67 ]        |
| Teen Choice Awards                 | 2012 | Мачо і ботан             | Movie: Комедійний актор                                                    | Перемога  | [ 68 ] [ 69 ] [ 70 ] |
| Teen Choice Awards                 | 2012 | Мачо і ботан             | Movie: Хімія між персонажами (спільно з Джона Гіллом)                      | Номінація | [ 68 ] [ 69 ] [ 70 ] |
| Teen Choice Awards                 | 2012 | Мачо і ботан             | Movie: Hissy Fit (спільно з Джона Гіллом)                                  | Номінація | [ 68 ] [ 69 ] [ 70 ] |
| Teen Choice Awards                 | 2012 | Клятва                   | Movie: Драматичний актор                                                   | Номінація | [ 68 ] [ 69 ] [ 70 ] |
| Teen Choice Awards                 | 2012 | Клятва                   | Movie: Романтичний актор                                                   | Номінація | [ 68 ] [ 69 ] [ 70 ] |
| Teen Choice Awards                 | 2012 | Клятва                   | Movie: Поцілунок (спільно з Рейчел Мак-Адамс)                              | Номінація | [ 68 ] [ 69 ] [ 70 ] |
| «Незалежний дух»                   | 2007 | Як впізнати своїх святих | Найкраща чоловіча роль у комедії                                           | Номінація | [ 71 ]               |
| «Незалежний дух»                   | 2015 | Мисливець на лисиць      | Спеціальна нагорода (спільно з режисером, сценаристом, акторським складом) | Перемога  | [ 72 ]               |
| «Вибір критиків»                   | 2013 | Мачо і ботан             | Найкраща чоловіча роль у комедії                                           | Номінація | [ 73 ]               |
| «Вибір критиків»                   | 2015 | Мачо і ботан 2           | Найкраща чоловіча роль у комедії                                           | Номінація | [ 74 ]               |
| «Вибір критиків»                   | 2016 | Мерзенна вісімка         | Найкращий акторський склад                                                 | Номінація | [ 75 ]               |